# Sirkka Selja
Sirkka Selja, született Sirkka-Liisa Tulonen (Hämeenkoski, 1920. március 20. – Hollola, 2017. augusztus 17.) finn költő, író.

## Művei
Verseskötetek
- Vielä minä elän (1942)
- Vedenneito (1944)
- Taman lauluja (1945)
- Linnut (1948)
- Niinkuin ovi (1953)
- Enkelin pelto (1957)
- Juuret (1962)
- Vierailulla ketun talossa (1966)
- Runot (1970)
- Kissansilmät (1971)
- Talo nimeltä Villiruusu (1975)
- Pisaroita iholla (1978)
- Unitie (1985)
- Aurinko on tallella: valitut runot 1942–1985 (1988)
- Valokuvaaja: proosarunoja (1995)
- Puut herättävät muistini (2000)
- Mahdottomuuden ylistys (2005)
- Riikinkukon lapsi (2010)

Egyéb művei
- Metsämorsian (1945)
- Eurooppalainen (1946–1947)
- Aino (1946)